# Gymnogramma recurvata
Gymnogramma recurvata là một loài dương xỉ trong họ Pteridaceae. Loài này được H.Karst. mô tả khoa học đầu tiên năm 1869.
Danh pháp khoa học của loài này chưa được làm sáng tỏ. 